# Arcidiocesi di Bordeaux

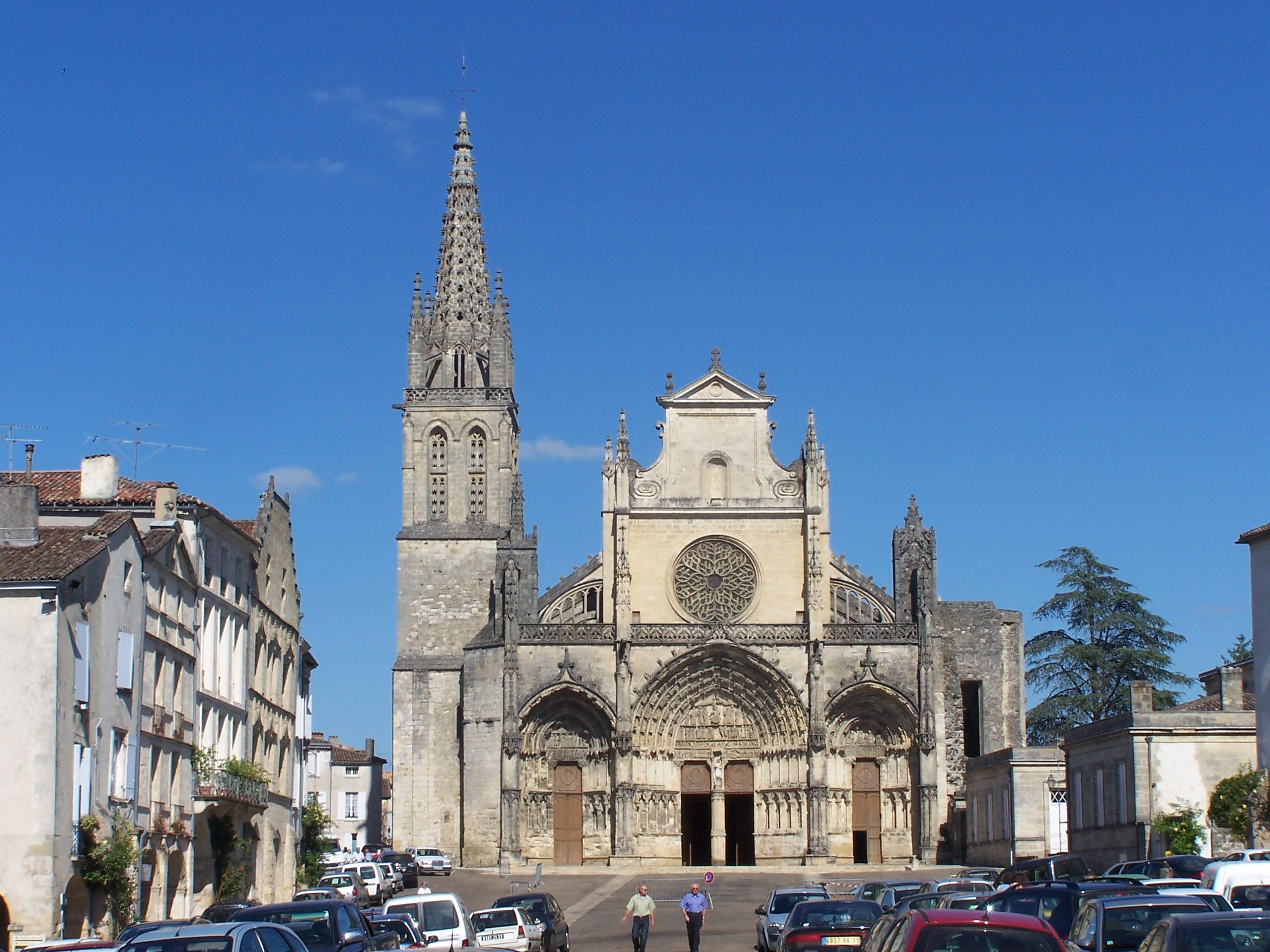
L'ex cattedrale di San Giovanni Battista di Bazas.

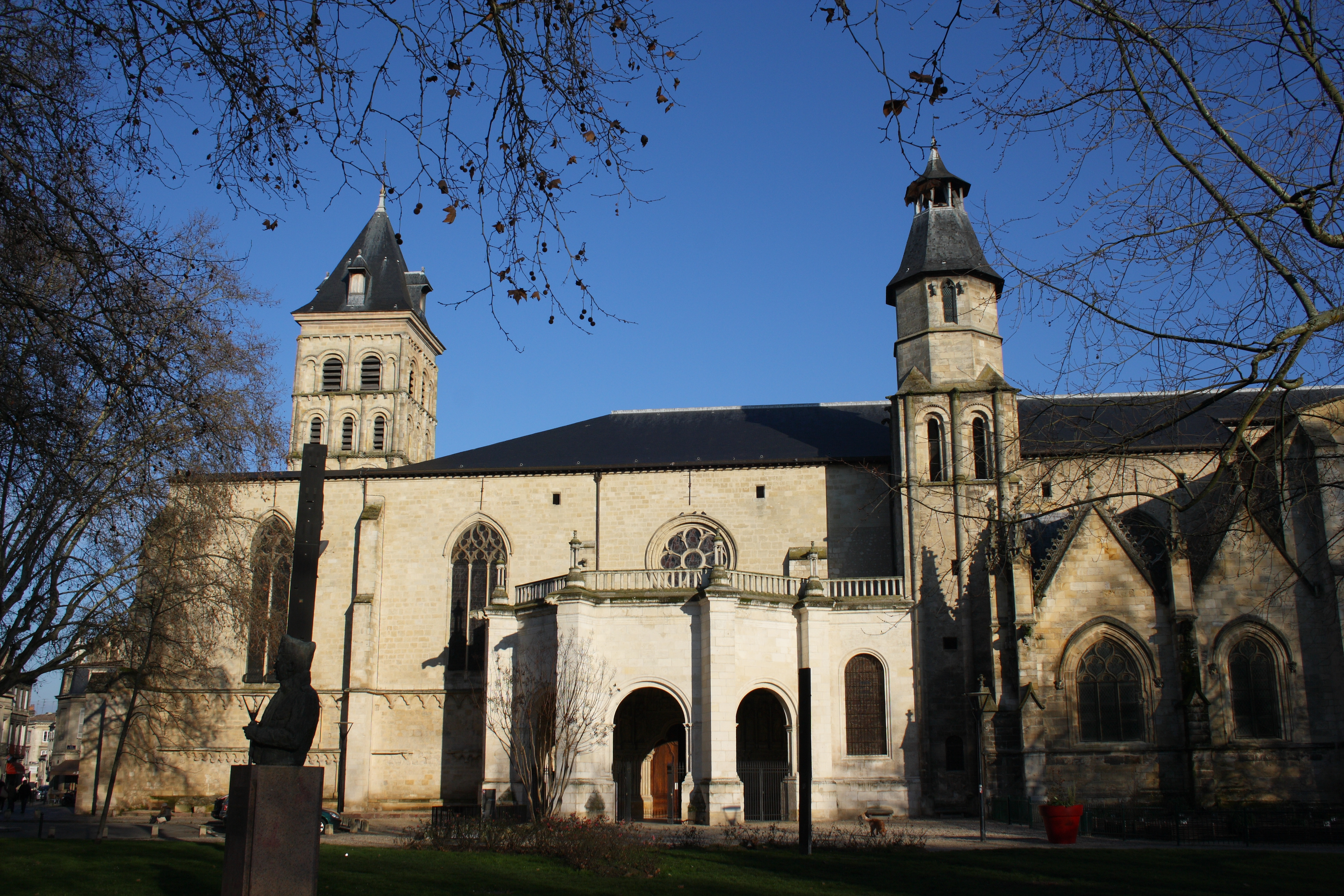
La basilica San Severino di Bordeaux.

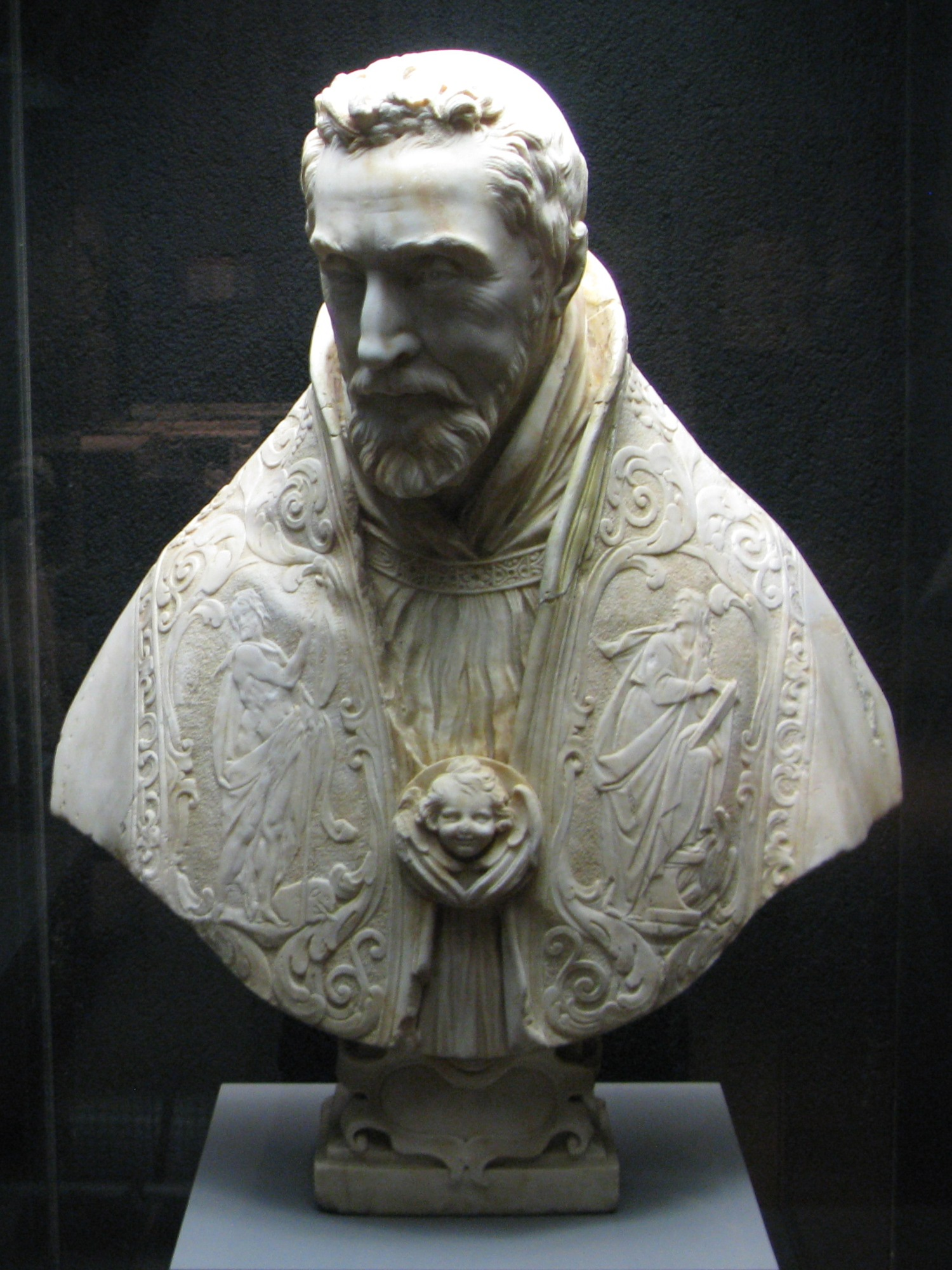
Busto del cardinale François d'Escoubleau de Sourdis, opera di Gian Lorenzo Bernini.

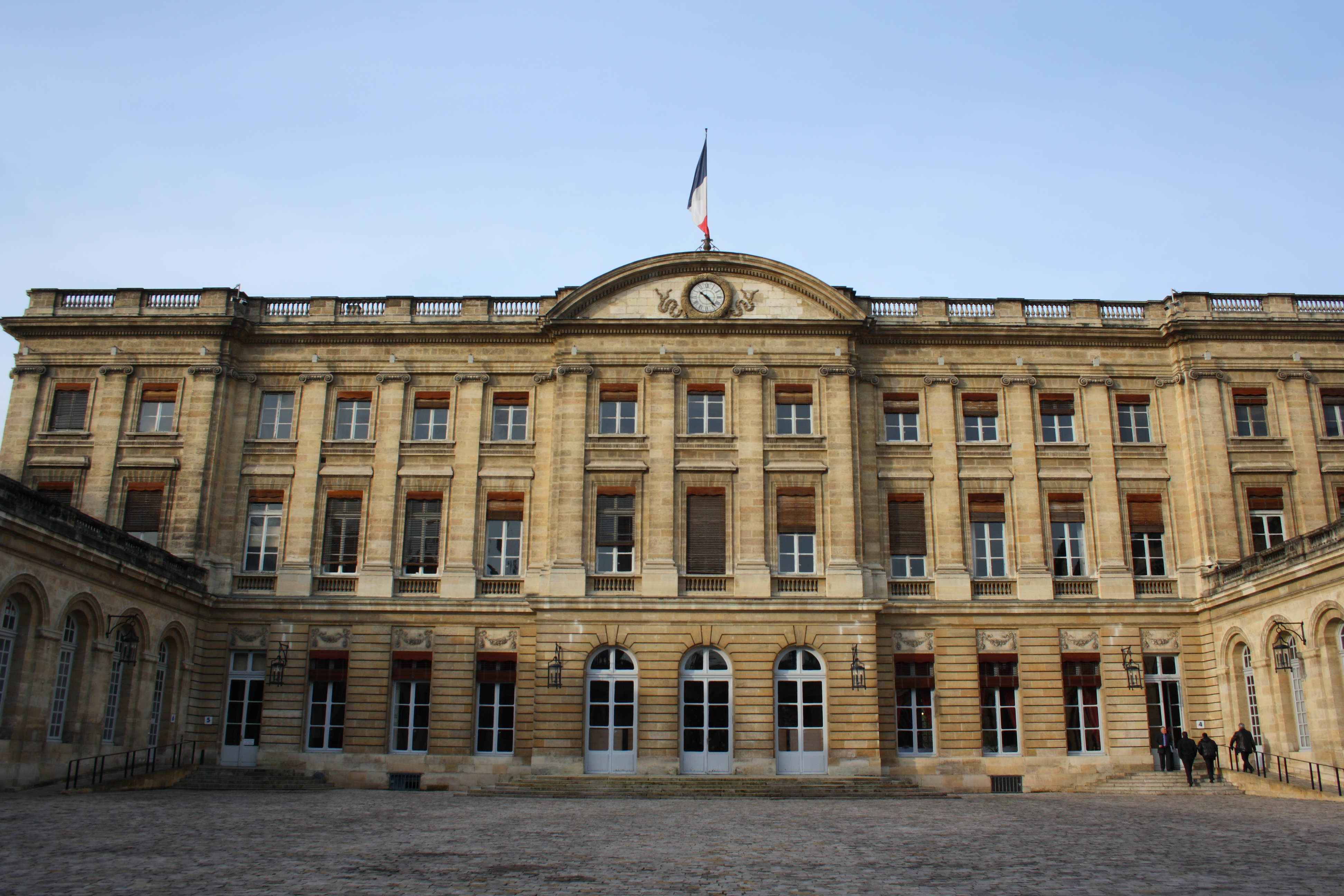
Il palazzo Rohan, fatto costruire dall'arcivescovo Ferdinand Maximilien Mériadec de Rohan nel XVIII secolo in sostituzione dell'antico palazzo arcivescovile.

L'arcidiocesi di Bordeaux (in latino Archidioecesis Burdigalensis) è una sede metropolitana della Chiesa cattolica in Francia. Nel 2023 contava 1.081.300 battezzati su 1.689.570 abitanti. È retta dall'arcivescovo Jean-Paul James.
Dal 1937 agli arcivescovi di Bordeaux è concesso di portare il titolo di "vescovi di Bazas" (Bazensis).

## Territorio
L'arcidiocesi comprende il dipartimento francese della Gironda.
Sede arcivescovile è la città di Bordeaux, dove si trova la cattedrale di Sant'Andrea. A Bazas sorge l'ex cattedrale di San Giovanni Battista. Altre cinque basiliche sono presenti nella diocesi: a Bordeaux le basiliche di San Michele e di San Severino, a Verdelais la basilica di Nostra Signora, ad Arcachon la basilica di Nostra Signora e a Soulac-sur-Mer la basilica di Nostra Signora di Finisterrae.
Il territorio si estende su 10.725 km² ed è suddiviso in 584 parrocchie.

### Provincia ecclesiastica
La provincia ecclesiastica è costituita dalle seguenti suffragenee:
- Diocesi di Agen
- Diocesi di Aire e Dax
- Diocesi di Bayonne
- Diocesi di Périgueux

## Storia
La più antica testimonianza cristiana di Bordeaux risale al 260; è l'epitaffio di una giovane cristiana, Domizia, cittadina di Treviri, ritrovato nelle mura meridionali della città. Il primo vescovo conosciuto invece è Orientale che, assieme al suo diacono Flavio, era presente al primo concilio di Arles nel 314.
Negli anni Ottanta del IV secolo si tenne a Bordeaux un sinodo per condannare i priscillianisti. Il sinodo si svolse sotto l'episcopato di Delfino, che partecipò al concilio di Saragozza del 380 e fu in corrispondenza con Ambrogio di Milano e Paolino di Nola, che era originario di Bordeaux.
Bordeaux era la capitale della provincia romana dell'Aquitania seconda. Divenne ben presto sede metropolitana della provincia ecclesiastica che comprendeva le altre civitates della provincia, che costituivano le diocesi di Agen, Angoulême, Saintes, Poitiers e Périgueux.
L'inizio del V secolo è segnato dall'episcopato di un personaggio misterioso forse venuto dall'Oriente, san Severino di Bordeaux, a cui il vescovo sant'Amando cedette la cattedra per poi riprenderla dopo la sua morte.
Nel VI secolo fu importante l'episcopato di Leonzio II, uomo di grande potere e ricchezza, che costruì numerose chiese ed esercitò un controllo politico sul territorio.
Durante il periodo merovingio la cattedrale, che era stata fondata nel IV secolo, occupava già lo stesso sito dell'attuale cattedrale, addossata ai bastioni della città antica. Il borgo di San Severino appena fuori dalla città era un grande centro di devozione, con le sue tre grandi basiliche di Santo Stefano, di San Severino e di San Martino, che sorgevano ai margini di una vasta necropoli di cui alcuni sarcofagi sono tuttora conservati. Questo borgo era come una città santa; e le tombe merovinge del cimitero di San Severino alimentarono leggende che l'immaginazione popolare creò nei secoli seguenti.
Nella seconda metà del X secolo, il potere ecclesiastico fu concentrato nelle mani dell'arcivescovo Gombaud, fratello di Guglielmo II di Guascogna. Nel 1027 il duca di Guascogna, Sancho VI, e il duca di Aquitania, Guglielmo V si accordarono per l'elezione di Geoffrey II ad arcivescovo. Il potere religioso divenne quindi una sorta di cuscinetto fra l'Aquitania e la Guascogna. I regni di Guglielmo VIII e Guglielmo IX (1052-1127) coincisero con uno splendido sviluppo dell'architettura romanica di Bordeaux. Parti delle chiese della Santa Croce e di San Severino appartengono a questo periodo e la cattedrale di Sant'Andrea fu costruita a partire dal 1096.
Nel Medioevo sorse una disputa fra le sedi metropolitane di Bordeaux e di Bourges in merito alla pretesa di Bourges sulla primazia di Aquitania. La questione è stata acclarata da studiosi moderni, che hanno stabilito che una lettera di papa Niccolò I a Rodolfo, che data l'esistenza della primazia di Bourges al IX secolo, non è autentica. Come capitale della provincia romana di Aquitania prima, Bourges anticamente aspirò alla preminenza sulle province di Aquitania secunda e Aquitania tertia e quindi anche su Bordeaux. Verso il 1073 queste generiche aspirazioni presero forma di rivendicazioni; fra il 1112 e il 1126 il papato le riconobbe e nel 1146 papa Eugenio III conferì la primazia di Pierre de la Chatre, arcivescovo di Bourges, su Bordeaux. Nel 1232 papa Gregorio IX concesse all'arcivescovo di Bourges, come a un patriarca, il diritto di visitare la provincia di Aquitania, impose all'arcivescovo di Bordeaux il dovere di assistere, almeno una volta, ai concili indetti dall'arcivescovo di Bourges e stabilì che i provvedimenti dell'arcivescovo di Bordeaux potevano essere appellati dinanzi all'arcivescovo di Bourges. Quando occasionalmente, nel 1240 e nel 1284, gli arcivescovi di Bourges si recarono a Bordeaux, trovarono le porte delle chiese serrate e risposero con la scomunica alle proteste del clero di Bordeaux contro le loro visite.
Quando la Francia perse l'Aquitania per l'annullamento del matrimonio fra Luigi VII ed Eleonora di Aquitania che era stato celebrato nella cattedrale di Bordeaux nel 1137, Bordeaux divenne la capitale dei possedimenti inglesi in Aquitania. Allora la disputa fra le sedi metropolitane di Bordeaux e di Bourges assunse un carattere politico e il re di Francia prese a sostenere le rivendicazioni di Bourges. Molti arcivescovi furono importanti fiancheggiatori della politica inglese in Aquitania: uno fra questi fu Guillaume Amanieu (1207-26), a cui re Enrico III di Inghilterra concesse il titolo di siniscalco e custode di tutte le terre al di là del mare. Guillaume Amanieu prese parte in Spagna alle guerre contro i Saraceni. Gérard de Mallemort (1227-60), un generoso fondatore di monasteri, agì da intermediario fra San Luigi ed Enrico III e difese la Guascogna dalla tirannia di Simone di Montfort. Durante l'episcopato di Gérard de Mallemort l'antica chiesa romanica di Sant'Andrea fu trasformata in una cattedrale gotica.
Papa Clemente V (1305-14) fu contrario alle rivendicazioni di Bourges. Era originario di Villandraut vicino a Bazas, dove aveva costruito una chiesa collegiata, era stato arcivescovo di Bordeaux dal 1300 al 1305 e consigliere politico del re Filippo il Bello. Divenuto papa, a dispetto delle sue simpatie francesi, perseguì il disegno dell'emancipazione di Bordeaux da Bourges. Nella seconda metà del XIV secolo gli arcivescovi, come l'italiano Francesco Uguccione, furono sostenitori degli Inglesi.
Nel 1317 alla provincia ecclesiastica di Bordeaux furono aggregate le diocesi di nuova erezione di Sarlat, Condom, Luçon e Maillezais.
Il beato Pierre Berland (1430-57) fu un arcivescovo di Bordeaux illustre per intelligenza e santità, fondatore dell'università di Bordeaux e del Collegio di San Raffaele per gli studenti poveri, che, dopo aver aiutato gli Inglesi a difendere Bordeaux contro le truppe di Carlo VII di Francia, ricevette Jean de Dunois in città e si arrese alla Francia. Fu durante il suo episcopato che alla cattedrale fu aggiunto il campanile che porta il suo nome.
I ricchi e potenti capitoli di Sant'Andrea e di San Severino restarono nel Medioevo un retaggio del dualismo della Bordeaux merovingia. Fra i due consessi vi furono spesso conflitti e animosità. Il senso artistico dei canonici del XIII secolo si rispecchia nel portale gotico di San Severino. Alla fine del XIV secolo il canonico Vital de Carle istituì il grande ospedale di Sant'Andrea, che pose sotto la protezione del comune e fu per gli sforzi del capitolo di Sant'Andrea che nel 1402 fu istituita la prima biblioteca cittadina di Bordeaux.
Nel Medioevo Bordeaux era una grande città monastica, con i suoi conventi di carmelitani, francescani e domenicani, fondati rispettivamente nel 1217, nel 1227 e nel 1230. Nel 1214 si svolse a Bordeaux un importante concilio contro gli usurai, i banditi e gli eretici. Quando, dopo la Guerra dei cent'anni, Bordeaux ritornò alla Francia, Luigi XI ammansì i cittadini entrando nella confraternita di Notre-Dame de Montuzet.
All'inizio del Seicento fu arcivescovo di Bordeaux il cardinale François d'Escoubleau de Sourdis, al quale si deve la restaurazione della disciplina ecclesiastica e la riforma dei costumi del suo clero, dopo anni di abbandono a causa delle guerre di religione; in questo suo compito si fece aiutare dai nuovi ordini religiosi che introdusse nella sua arcidiocesi, tra i quali i Cappuccini (1601) e i Gesuiti (1606).
Prima della rivoluzione francese, l'arcidiocesi era suddivisa in quattro arcidiaconati: Médoc, Cernès, Blaye e Fronsac. Le 372 parrocchie erano ripartite in 10 arcipreture alle quali si devono aggiungere le 15 parrocchie della città di Bordeaux. L'arcidiocesi contava inoltre tre seminari: il San Raffaele, istituito da Antoine Prévost nel 1583; il seminario degli Irlandesi e quello degli ordinandi, creati rispettivamente nel 1603 e nel 1607 dal cardinale de Sourdis.
In seguito al concordato, con la bolla Qui Christi Domini di papa Pio VII del 29 novembre 1801 Bordeaux ebbe come sedi suffraganee le diocesi di Angoulême, di Poitiers e di La Rochelle. Nel contempo incorporò nel suo territorio parte della diocesi di Bazas, che fu soppressa.
Il 6 ottobre 1822 in forza della bolla Paternae charitatis del medesimo papa Pio VII aggiunse alle sue suffraganee la diocesi di Agen, in precedenza suffraganea di Tolosa, e le diocesi ristabilite di Périgueux e di Luçon. Nel 1850 furono aggiunte anche le diocesi di Fort-de-France (Martinica), Basse-Terre (Guadalupa) e Saint-Denis (Riunione). Successivamente queste diocesi d'oltremare furono sottratte alla giurisdizione metropolitica di Bordeaux, anche in seguito all'elevazione di Fort-de-France al rango di arcidiocesi metropolitana il 26 settembre 1967.
Il 20 novembre 1937 gli arcivescovi di Bordeaux ottennero il diritto di aggiungere al proprio titolo quello di vescovi di Bazas.
L'8 dicembre 2002 la provincia ecclesiastica di Bordeaux è stata ampiamente modificata in seguito alla soppressione della provincia ecclesiastica di Auch e all'erezione di quella di Poitiers.

## Cronotassi degli arcivescovi
Si omettono i periodi di sede vacante non superiori ai 2 anni o non storicamente accertati.
- Orientale † (menzionato nel 314)
- San Delfino † (prima del 380 - 24 dicembre 401/404 deceduto)
- Sant'Amando † (404 - 410 dimesso)
- San Severino † (410 - 420 deceduto)
- Sant'Amando  † (420 - 18 giugno circa 432 deceduto) (per la seconda volta)
- Galliziano † (seconda metà del V secolo)
- Cipriano † (prima del 506 - dopo il 511)
- Amelio (o Emilio) †[7]
- San Leonzio I il Vecchio † (dopo il 520 - dopo il 541)
- San Leonzio II il Giovane † (prima del 549 - 15 settembre 564[8] deceduto)[9]
- Bertrando (Bertecramno) † (prima del 577 - dopo il 585)
- Gondegisilo (detto Dodo) † (menzionato nel 590)
- Nicasio ? † (VII - VIII secolo)[10]
- Arnegisilo † (menzionato nel 614)
- Anonimo † (menzionato nel 627)[11]
- Giovanni † (menzionato nel 673/675)
- Antonio ? † (VII - VIII secolo)
- Frontone ? † (VII - VIII secolo)
- Verevulfo ? † (VII - VIII secolo)[12]
- Sicario † (prima dell'814 - dopo l'817)[13]
- Adelelmo † (menzionato nell'828)
- Frotario † (prima dell'860 - 28 ottobre o novembre[14] 876 nominato arcivescovo di Bourges)
  - Sede vacante
- Adalberto † (menzionato dopo il 940)
- Goffredo I † (menzionato nel 982)
- Gombaud † (menzionato nell'989)[15]
- Séguin † (prima di gennaio 1000 - dopo il 1012)
- Arnaud † (menzionato nel 1022)
- Islon de Saintes † (menzionato nel 1024)
- Geoffroi II † (menzionato nel 1027 - 10 luglio 1043 deceduto)
  - Sede vacante (1043-1047)
- Archambaud de Parthenay † (1047 - 1059 dimesso)
- Andron † (1059)
- Joscelin de Parthenay † (1059 - 19 giugno 1086 deceduto)
  - Sede vacante (1086-1089)
- Amat d'Oloron, O.S.B. † (1089[16] - 22 maggio 1102 deceduto)
- Arnaud Géraud de Cabanac † (1103 - 29 aprile 1130 o 1131 deceduto)
  - Gérard d'Angoulême (de Blaye) † (1131 - 1135) (intruso)
- Geoffroi du Louroux † (1136 - 18 luglio 1158 deceduto)
- Raimond de Mareuil † (1158 - 23 dicembre 1159 deceduto)
- Hardouin † (1160 - 4 luglio 1162 deceduto)
- Bertrand de Montaut † (agosto 1162 - 18 dicembre 1173 deceduto)
- Guillaume il Templare † (1174 - 15 settembre 1187 deceduto)
- Hélie de Malemort † (circa 1187 - 19 marzo 1207 deceduto)
- Guillaume Amanieu di Ginevra † (1207 - 13 settembre 1227 deceduto)
- Géraud de Malemort † (dicembre 1227 - gennaio o febbraio 1261 deceduto)
- Pierre de Roncevault † (23 marzo 1262 - 11 gennaio 1270 deceduto)
- Simon de Rochechouart † (4 settembre 1275 - 29 ottobre 1280 deceduto)
  - Guillaume III † (1280 - dopo il 9 dicembre 1285[17]) (vescovo eletto)
- Henri di Ginevra  † (25 luglio 1289 - aprile 1297 deceduto)
  - Boson de Salignac † (aprile 1297 - 22 dicembre 1299 nominato vescovo di Comminges) (vescovo eletto)
- Bertrand de Got † (23 dicembre 1299 - 5 giugno 1305 eletto papa con il nome di Clemente V)
- Arnaud de Canteloup I † (24 luglio 1305 - 15 dicembre 1305 dimesso)
- Arnaud de Canteloup II † (28 luglio 1306 - 26 marzo 1332 deceduto)
- Pierre de Luc † (13 maggio 1332 - 1345 deceduto)
- Amanieu de Cazes † (19 gennaio 1347 - 1348 dimesso)
- Bernard de Cazes † (17 settembre 1348 - 1351 deceduto)
- Amanieu de La Mothe † (28 settembre 1351 - 27 giugno 1360 deceduto)
- Philippe de Chambarlhac † (21 luglio 1360 - maggio o giugno 1361 deceduto)
- Hélie de Salignac † (24 settembre 1361 - 7 maggio 1378 deceduto)
  - Guillaume Bruni † (11 febbraio 1379 - 26 gennaio 1411 nominato arcivescovo titolare di Filippi) (obbedienza avignonese)
- Raimond Bernard de Roqueis † (circa 1379 - 15 marzo 1384 deceduto)
- Francesco Uguccione † (28 agosto 1384 - 14 luglio 1412 deceduto)
- David de Montferrand † (23 giugno 1413 - 31 maggio 1430 deceduto)
- Beato Pierre Berland † (16 ottobre 1430 - 1456 dimesso)
- Blaise Régnier de Gréelle † (24 settembre 1456 - 1464 dimesso)
- Arthur de Montauban, O.S.B. † (11 gennaio 1465 - marzo 1479 deceduto)
- André d'Espinay † (28 aprile 1479 - 10 novembre 1500 deceduto)
- Jean de Foix † (9 dicembre 1500 - 25 giugno 1529 deceduto)
- Gabriel de Gramont † (24 settembre 1529 - 9 marzo 1530 dimesso)
- Charles de Gramont, O.S.A. † (9 marzo 1530 - 1544 deceduto)
  - Jean du Bellay † (17 dicembre 1544 - 3 luglio 1551 dimesso) (amministratore apostolico)
- Jean de Montluc † (3 luglio 1551 - 1553 dimesso)
- François de Mauny † (13 settembre 1553 - 1558 deceduto)
  - Jean du Bellay † (15 febbraio 1559 - 16 febbraio 1560 deceduto) (amministratore apostolico, per la seconda volta)
- Antoine Prévost de Sansac † (4 settembre 1560 - 17 ottobre 1591 deceduto)
  - Sede vacante (1591-1599)
- François d'Escoubleau de Sourdis † (5 luglio 1599 - 8 febbraio 1628 deceduto)
- Henri d'Escoubleau de Sourdis † (16 luglio 1629 - 18 giugno 1645 deceduto)
- Henri de Béthune † (18 maggio 1648 - 11 maggio 1680 deceduto)
- Louis d'Anglure de Bourlémont † (28 aprile 1681 - 9 novembre 1697 deceduto)
- Armand Bazin de Besons † (15 settembre 1698 - 15 dicembre 1719 nominato arcivescovo di Rouen)
- François Élie de Voyer de Paulmy d'Argenson † (6 maggio 1720 - 25 ottobre 1728 deceduto)
- François Honoré de Casaubon de Maniban † (8 febbraio 1730 - 29 giugno 1743 deceduto)
- Louis-Jacques d'Audibert de Lussan † (16 marzo 1744 - 15 novembre 1769 deceduto)
- Ferdinand-Maximilien-Mériadec de Rohan-Guémené † (12 marzo 1770 - 2 aprile 1781 nominato arcivescovo di Cambrai)
- Jérôme-Marie Champion de Cicé † (2 aprile 1781 - 8 ottobre 1801 dimesso)[18]
- Charles-François d'Aviau Du Bois de Sanzay † (2 giugno 1802 - 11 luglio 1826 deceduto)
- Jean-Louis Anne Madelain Lefebvre de Cheverus † (2 ottobre 1826 - 19 luglio 1836 deceduto)
- François-Auguste-Ferdinand Donnet † (19 maggio 1837 - 23 dicembre 1882 deceduto)
- Aimé-Victor-François Guilbert † (9 agosto 1883 - 16 agosto 1889 deceduto)
- Victor-Lucien-Sulpice Lécot † (26 giugno 1890 - 19 dicembre 1908 deceduto)
- Pierre-Paulin Andrieu † (2 gennaio 1909 - 15 febbraio 1935 deceduto)
- Maurice Feltin † (16 dicembre 1935 - 15 agosto 1949 nominato arcivescovo di Parigi)
- Paul-Marie-André Richaud † (10 febbraio 1950 - 5 febbraio 1968 deceduto)
- Marius-Félix-Antoine Maziers † (5 febbraio 1968 succeduto - 31 maggio 1989 ritirato)
- Pierre Étienne Louis Eyt † (31 maggio 1989 succeduto - 11 giugno 2001 deceduto)
- Jean-Pierre Bernard Ricard (21 dicembre 2001 - 1º ottobre 2019 ritirato)
- Jean-Paul James, dal 14 novembre 2019

## Statistiche
L'arcidiocesi nel 2023 su una popolazione di 1.689.570 persone contava 1.081.300 battezzati, corrispondenti al 64,0% del totale.
| anno | popolazione | popolazione | popolazione | presbiteri | presbiteri | presbiteri | presbiteri                | diaconi | religiosi | religiosi | parrocchie |
| anno | battezzati  | totale      | %           | numero     | secolari   | regolari   | battezzati per presbitero | diaconi | uomini    | donne     | parrocchie |
| ---- | ----------- | ----------- | ----------- | ---------- | ---------- | ---------- | ------------------------- | ------- | --------- | --------- | ---------- |
| 1950 | 830.000     | 858.381     | 96,7        | 652        | 498        | 154        | 1.273                     |         | 150       | 2.039     | 514        |
| 1959 | 840.000     | 896.517     | 93,7        | 622        | 465        | 157        | 1.350                     |         | 339       | 2.000     | 625        |
| 1970 | 800.000     | 1.009.406   | 79,3        | 607        | 470        | 137        | 1.317                     |         | 137       | 1.318     | 624        |
| 1980 | 810.000     | 1.074.000   | 75,4        | 483        | 374        | 109        | 1.677                     |         | 129       | 1.150     | 624        |
| 1990 | 878.000     | 1.163.000   | 75,5        | 445        | 331        | 114        | 1.973                     | 8       | 129       | 800       | 157        |
| 1999 | 955.000     | 1.274.000   | 75,0        | 344        | 252        | 92         | 2.776                     | 12      | 139       | 582       | 593        |
| 2000 | 962.000     | 1.283.000   | 75,0        | 341        | 248        | 93         | 2.821                     | 12      | 138       | 555       | 593        |
| 2001 | 966.000     | 1.288.311   | 75,0        | 336        | 244        | 92         | 2.875                     | 13      | 135       | 454       | 593        |
| 2002 | 966.000     | 1.288.311   | 75,0        | 319        | 237        | 82         | 3.028                     | 13      | 118       | 489       | 593        |
| 2003 | 966.000     | 1.288.311   | 75,0        | 313        | 231        | 82         | 3.086                     | 11      | 117       | 489       | 593        |
| 2004 | 966.000     | 1.288.311   | 75,0        | 306        | 224        | 82         | 3.156                     | 16      | 117       | 474       | 593        |
| 2006 | 1.089.457   | 1.361.822   | 80,0        | 298        | 212        | 86         | 3.655                     | 16      | 109       | 475       | 593        |
| 2012 | 1.115.000   | 1.399.700   | 79,7        | 253        | 192        | 61         | 4.407                     | 22      | 78        | 330       | 593        |
| 2015 | 1.002.000   | 1.494.064   | 67,1        | 230        | 176        | 54         | 4.356                     | 31      | 102       | 323       | 593        |
| 2018 | 1.012.500   | 1.511.200   | 67,0        | 213        | 167        | 46         | 4.753                     | 37      | 61        | 238       | 593        |
| 2020 | 1.037.580   | 1.621.215   | 64,0        | 212        | 164        | 48         | 4.894                     | ?       | 64        | 228       | 593        |
| 2022 | 1.076.000   | 1.681.330   | 64,0        | 214        | 161        | 53         | 5.028                     | 41      | 77        | 199       | 587        |
| 2023 | 1.081.300   | 1.689.570   | 64,0        | 209        | 159        | 50         | 5.173                     | 40      | 70        | 197       | 584        |